# Богданов Юрій Вікторович
Юрій Вікторович Богданов (нар. 18 вересня 1972, Запоріжжя, УРСР) — радянський та український футболіст, півзахисник та нападник. Всю професійну кар'єру провів у кіровоградській «Зірці».

## Кар'єра гравця
Народився в Запоріжжі, але футболом почав займатися в кіровоградській ДЮСШ «Зірка». Перший тренер — Олексій Кацман. У 1991 році провів перший матч в основній команді «Зірки», яка виступала у другій лізі чемпіонату СРСР. У наступному сезоні разом з командою дебютував в чемпіонатах України. У складі кіровоградського клубу пройшов шлях від перехідної до вищої ліги України. Дебютував у вищому дивізіоні 25 липня 1995 року, в домашньому матчі проти київського «ЦСКА-Борисфена», на 80-й хвилині вийшовши на заміну замість Станіслава Козакова. Всього за «Зірку» провів понад 200 матчів, з яких 73 — у вищій лізі. Також виступав за фарм-клуб «Зірки» — «Зірку-2», у другій лізі чемпіонату України. Завершив кар'єру в 2000 році. Після закінчення виступів грав за аматорські «Ікар-МАКБО» й «Ятрань» з Кіровограда.

## Стиль гри
Переважно грав на позиції лівого півзахисника, також міг провести гру в амплуа правого вінгера.

## Досягнення
- Перша ліга чемпіонату України
  -  Чемпіон (1): 1994/95

- Друга ліга чемпіонату України
  -  Бронзовий призер (1): 1993/94